# Vierkantsleutel

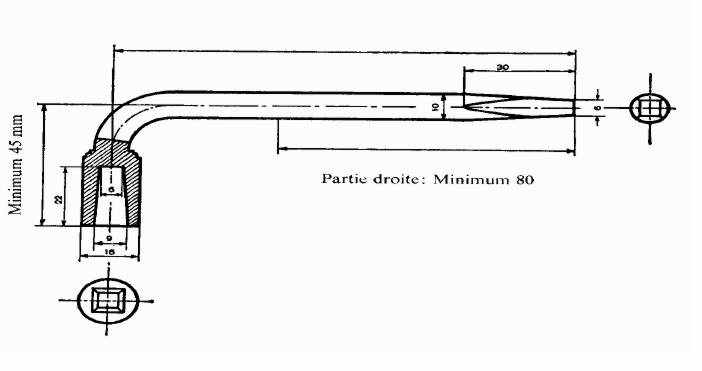
Officiële afmetingen, zoals vastgelegd in het verdrag

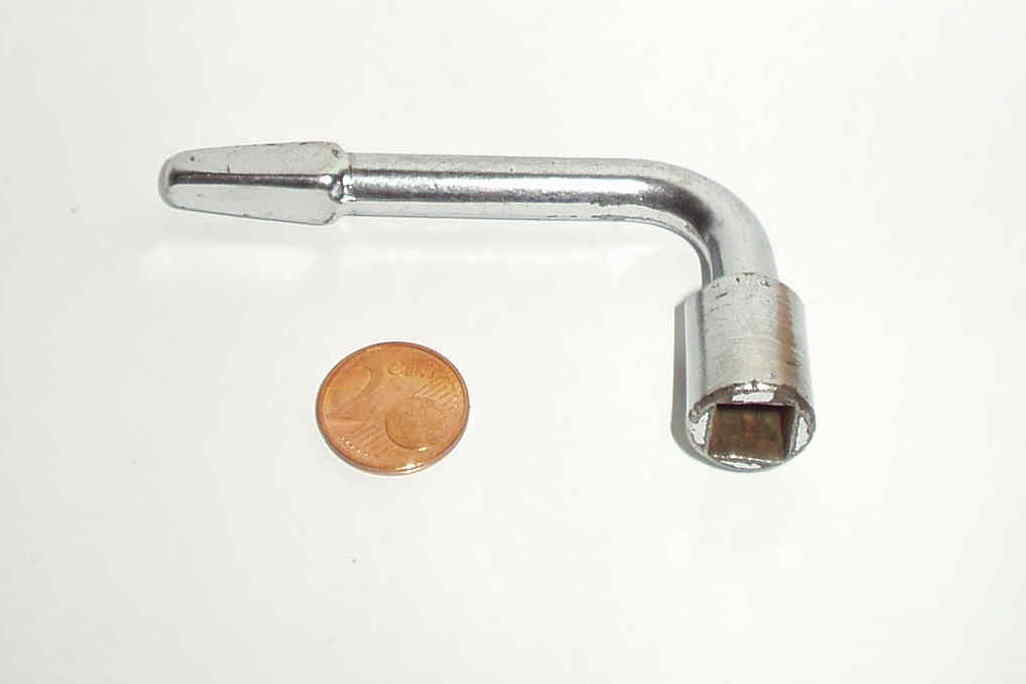
Een vierkantsleutel

Een vierkantsleutel is een sleutel die in twee varianten onder andere door de spoorwegen in Europa gebruikt wordt. De Franse benaming clé de Berne komt van de Zwitserse stad Bern, waar de sleutel in 1886 tijdens een internationale conferentie gestandaardiseerd werd. Door dit verdrag kunnen de meeste sloten op Europese treinen door het personeel geopend worden. De standaardisering had als doel internationaal spoorvervoer te bevorderen. Omdat voorheen ieder land verschillende sloten had, moesten goederen bij de grens bijvoorbeeld van de ene wagon naar de andere overgeladen worden. Sinds het het invoeren van deze standaardsleutel was dit niet meer nodig.
De norm bestaat uit een vrouwelijke en mannelijke sleutel (zie: connectoren). Het vrouwtje bestaat uit een cilinder met een vierkant gat waarvan de zijden 9mm bedragen. Het mannetje bestaat uit een vierkante staaf die conisch toeloopt, met zijden van 6 tot 9mm. In het verdrag is vastgelegd dat alle nieuw te bouwen rijtuigen met de vrouwelijke variant (m.b.t. de sleutel) uitgerust moeten zijn. Daarom is dit vandaag de dag ook vrijwel de enige soort die nog voorkomt. Alleen bij de Britse spoorwegen gebruikt men nog altijd een variant van de mannelijke sleutel.

## Toepassing
Vierkantsloten zijn in vrijwel alle Europese rijtuigen te vinden. In Nederland wordt de sleutel onder andere gebruikt voor apparatenkasten, coupé- en tussendeuren, wc-sloten, klapramen en het resetten van de noodrem. In onder andere Duitsland wordt hij ook gebruikt voor het centraal sluiten van alle deuren bij het vertrekproces.
Buiten de trein wordt de vierkantsleutel ook toegepast. In Nederland wordt een aantal overwegen op speciale plekken handmatig geactiveerd met een vierkante sleutelschakelaar. In Duitsland bevindt zich op sommige stations een bedieningspaneel dat met een vierkant geactiveerd moet worden (zie galerij). In België werd de mannelijke vierkantsleutel gebruikt voor het activeren van de AVG, na een aantal incidenten is overgestapt op een ander slot.
De vierkantsleutel wordt naast treinpersoneel ook door schoonmakers gebruikt. Zo moeten sommige wc-papierhouders, prullenbakken of zeepdispensers met deze sleutel geopend worden. Ook hebben een aantal NS-treinen stopcontacten (met extra vermogen) voor stofzuigers achter vergrendelde luikjes. Een nadeel van deze praktijk is dat schoonmakers hierdoor ook toegang hebben tot de rest van de sloten in de trein.

## Voor- en nadelen

#### Voordelen
- Door de simpele vorm zijn de sleutels en sloten eenvoudig te fabriceren.
- Met de sleutel kan een grotere draaikracht worden overgebracht dan met een conventionele sleutel.
- Bij de grens hoeft geen overslag van goederen plaats te vinden.
- Spoorwegpersoneel op internationale treinen hoeft geen andere sleutels te ontvangen.
- In geval van nood kan het externe vierkantslot met een tang gedraaid worden. Het vierkante gat kan in een dergelijk geval met een platte schroevendraaier of vergelijkbare objecten bewogen worden.

#### Nadelen
- Vierkantsloten bieden weinig tot geen mogelijkheid tot seriesluiting.
- De simpele opbouw maakt het voor onbevoegden eenvoudig om het slot te manipuleren.
- Beide soorten sleutels zijn bij diverse bouwmarkten, doe-het-zelfzaken en webwinkels te verkrijgen.
- Door de bovenstaande factoren biedt het systeem niet de beste bescherming, vooral vergeleken met een cilinderslot.

## Afname
Vanwege de relatief lage beschermingsgraad die een vierkantslot biedt, gebruiken spoorvervoerders tegenwoordig steeds vaker een cilinderslot. Hierbij hebben met name sabotage-gevoelige plekken prioriteit. Waar oudere materieeltypen bijvoorbeeld een vierkantslot op de cabinedeuren en conducteurs-ruimte hadden, gebruikt NS hiervoor tegenwoordig een DOM-sleutel.
Een nadeel van deze verandering is dat er momenteel geen gestandaardiseerd cilinderslot bestaat in Europa. Hiermee komt men in feite terug bij het probleem dat de vierkantsleutel moest verhelpen; iedere vervoerder heeft een andere sleutel. Het is zelfs zo dat binnen een land verschillende vervoerders een ander slot gebruiken. Door het ontbreken van zo'n standaard wordt bij internationale rijtuigen het vierkantslot alsnog op vrijwel alle kasten en bedieningselementen gebruikt.

## Galerij

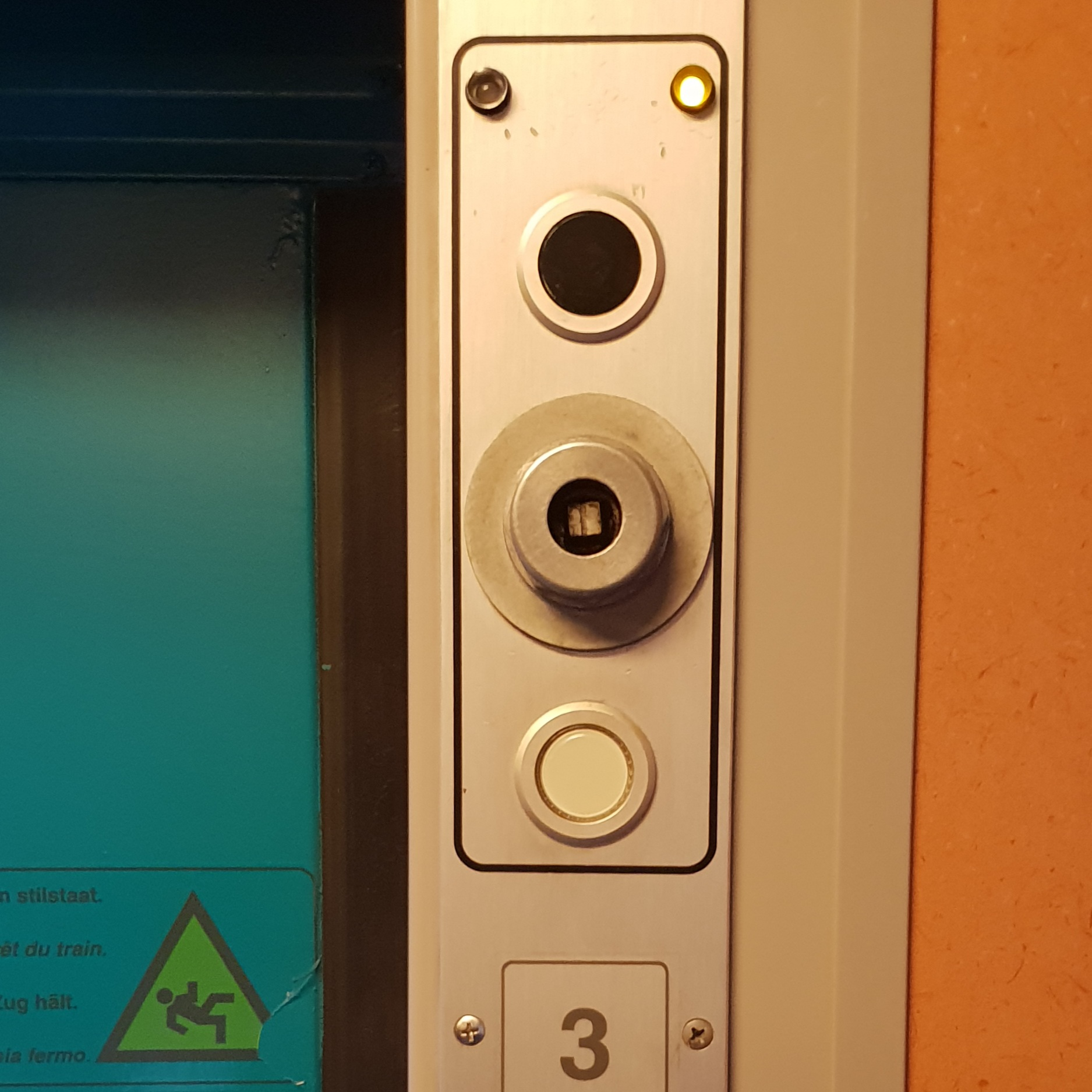
Centrale deurbediening van een NMBS I11 rijtuig
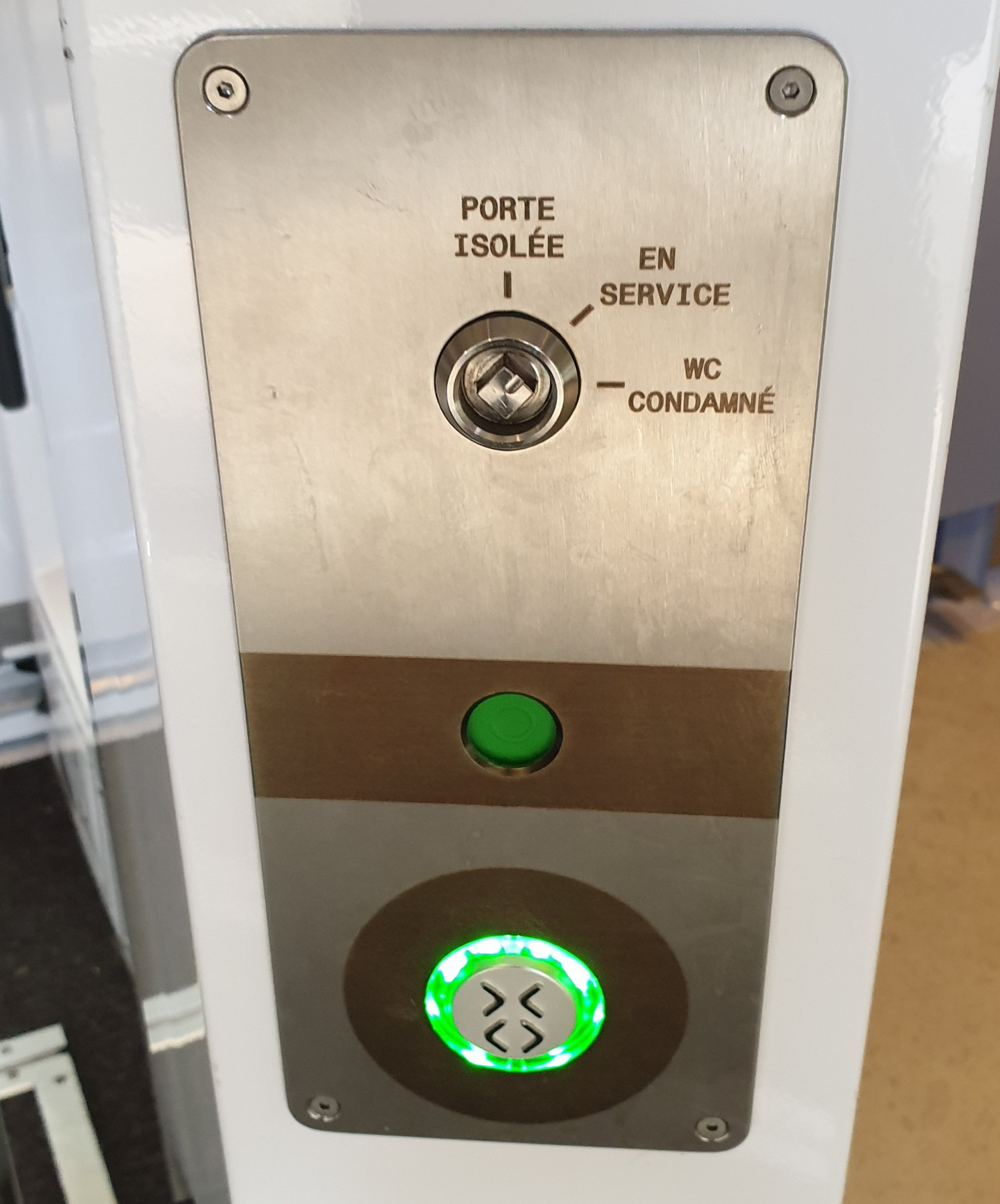
Deurbedieningspaneel van de wc in een SNCF Regio2N
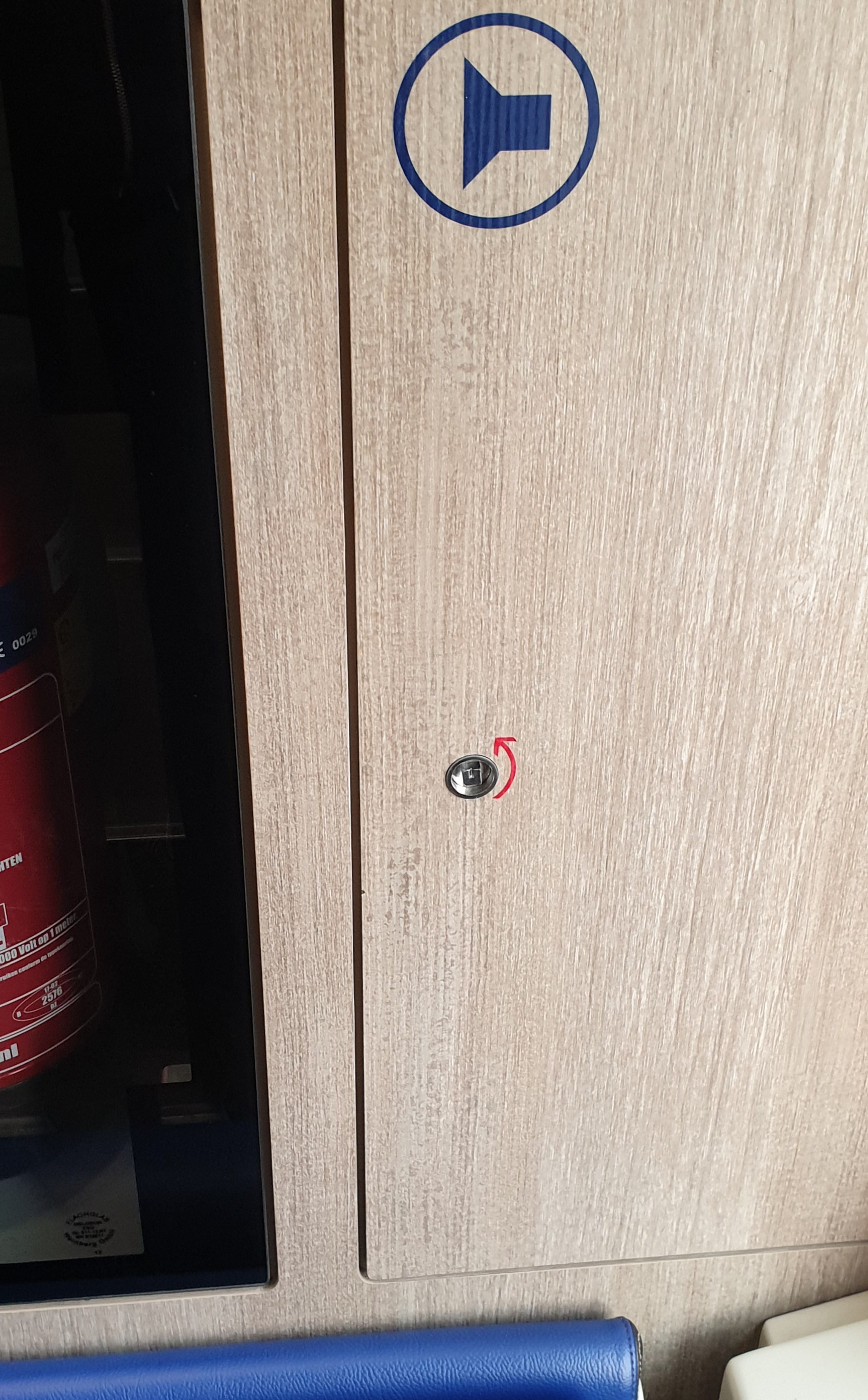
Omroepkast in een DDZ
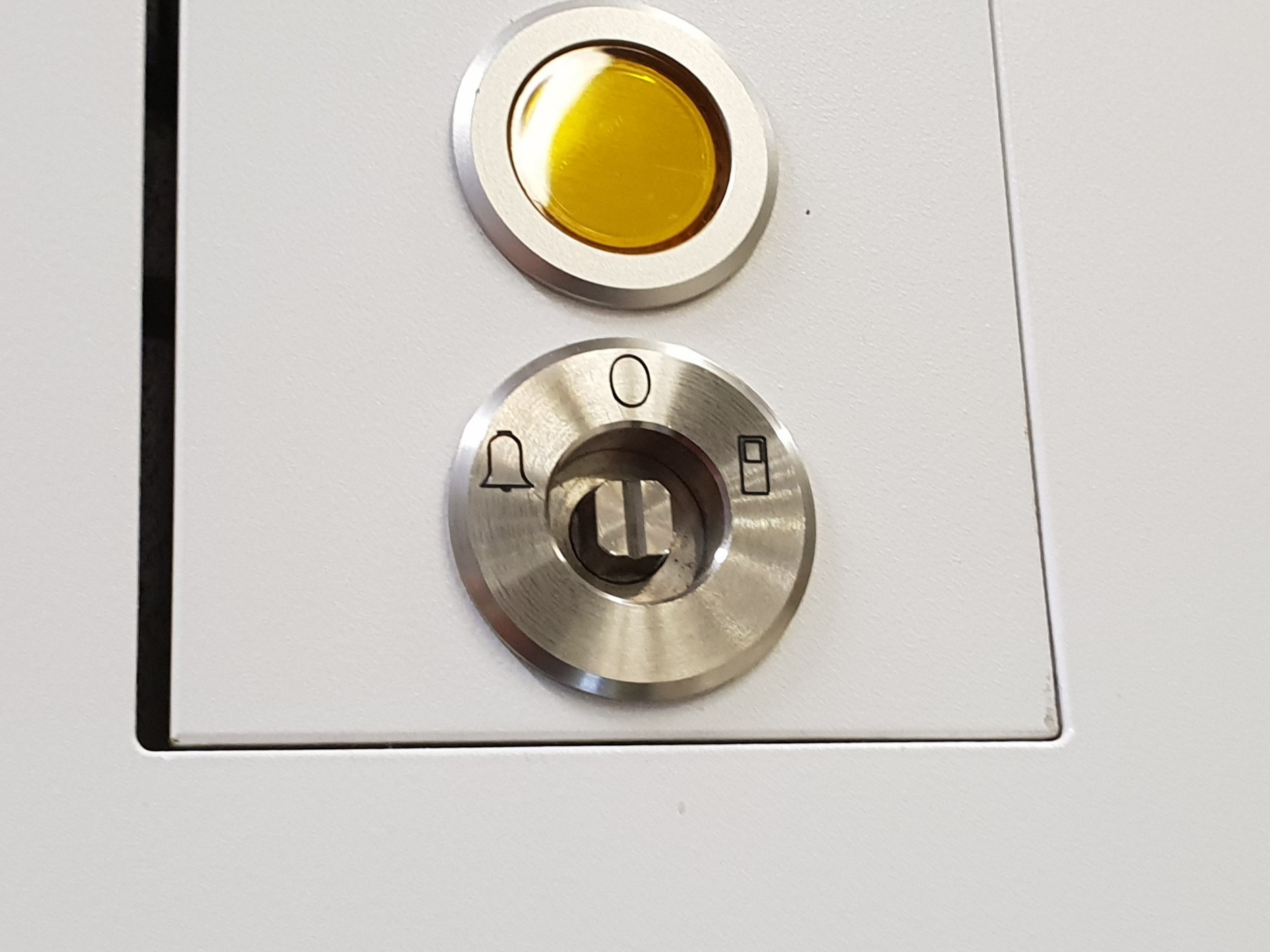
Een sleutelschakelaar voor het centraal sluiten van een Eurostar Velaro e320
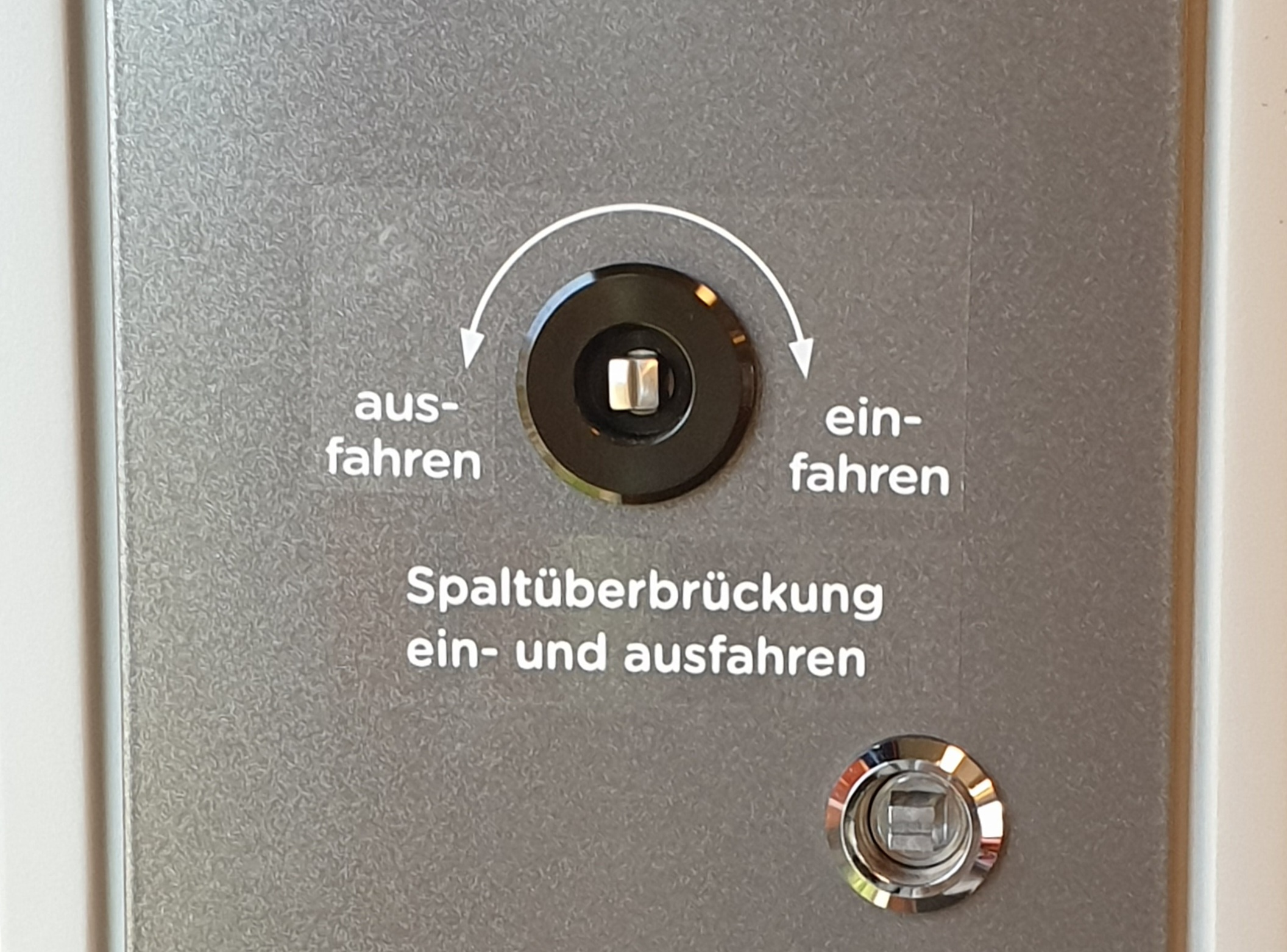
Bedieningsschakelaar voor de treeplank van een RXX Desiro HC
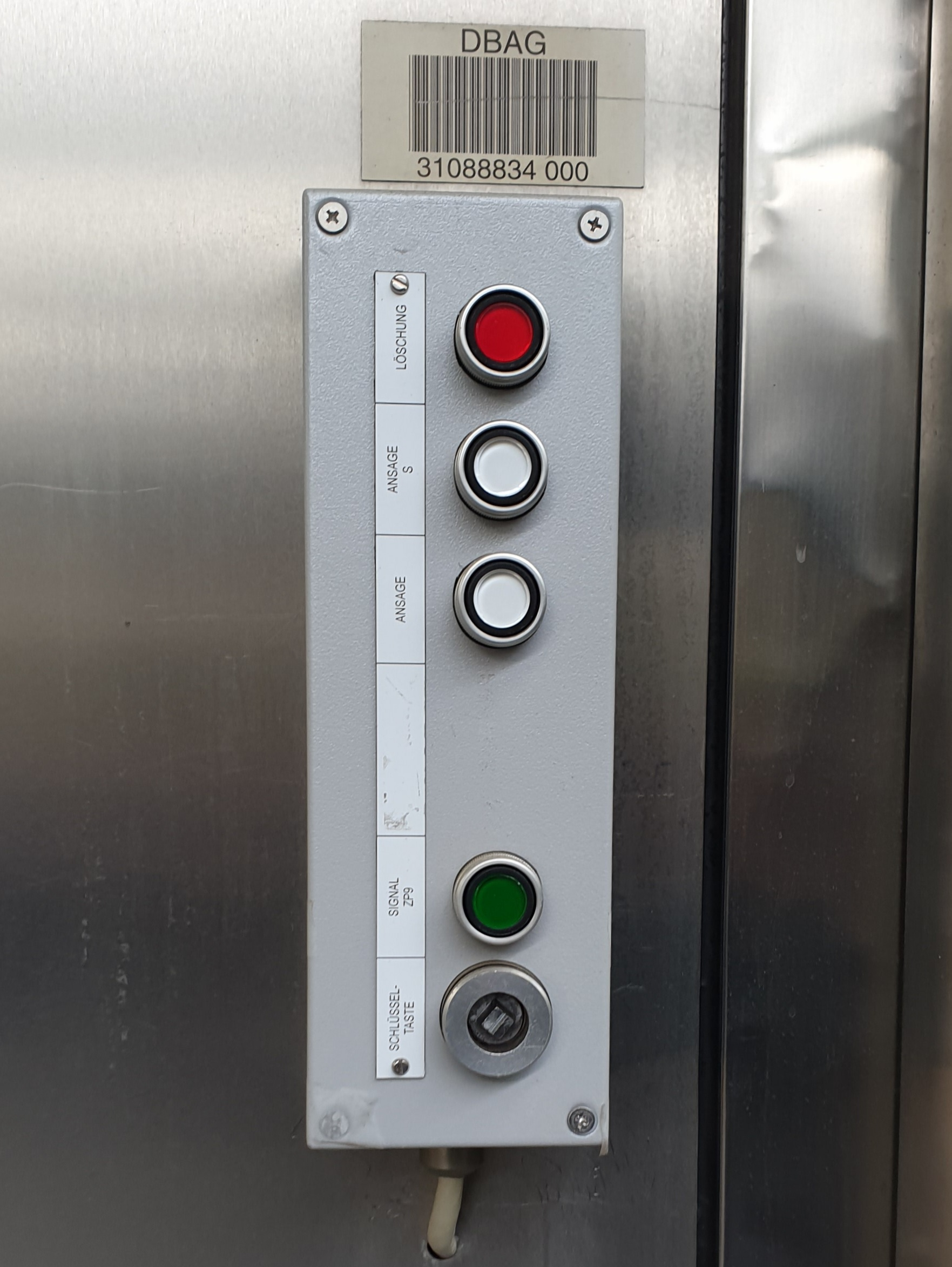
Een bedieningspaneel op een Duits station voor onder andere het vertreksein
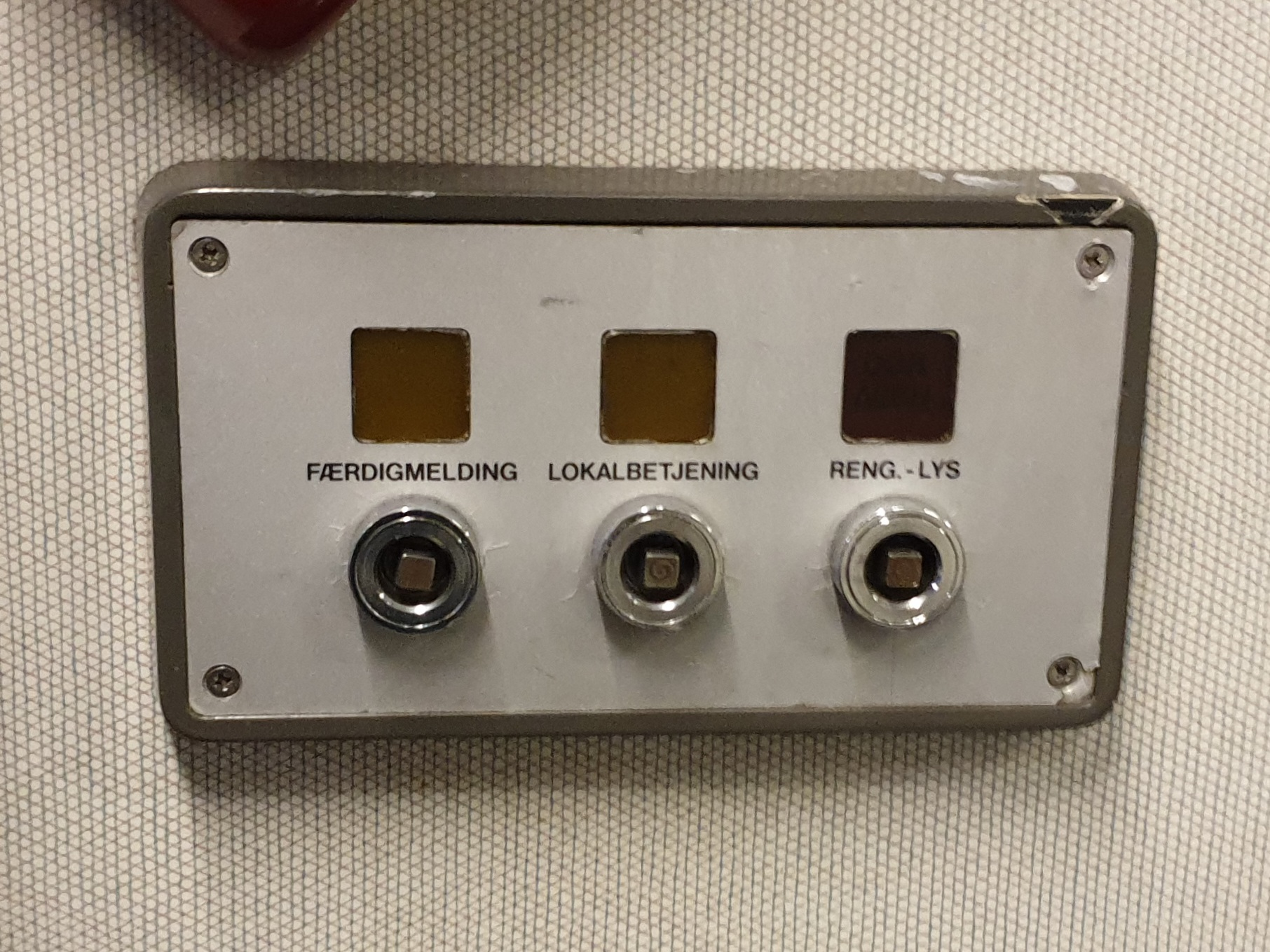
Deurbediening op een IC3-treinstel van de DSB
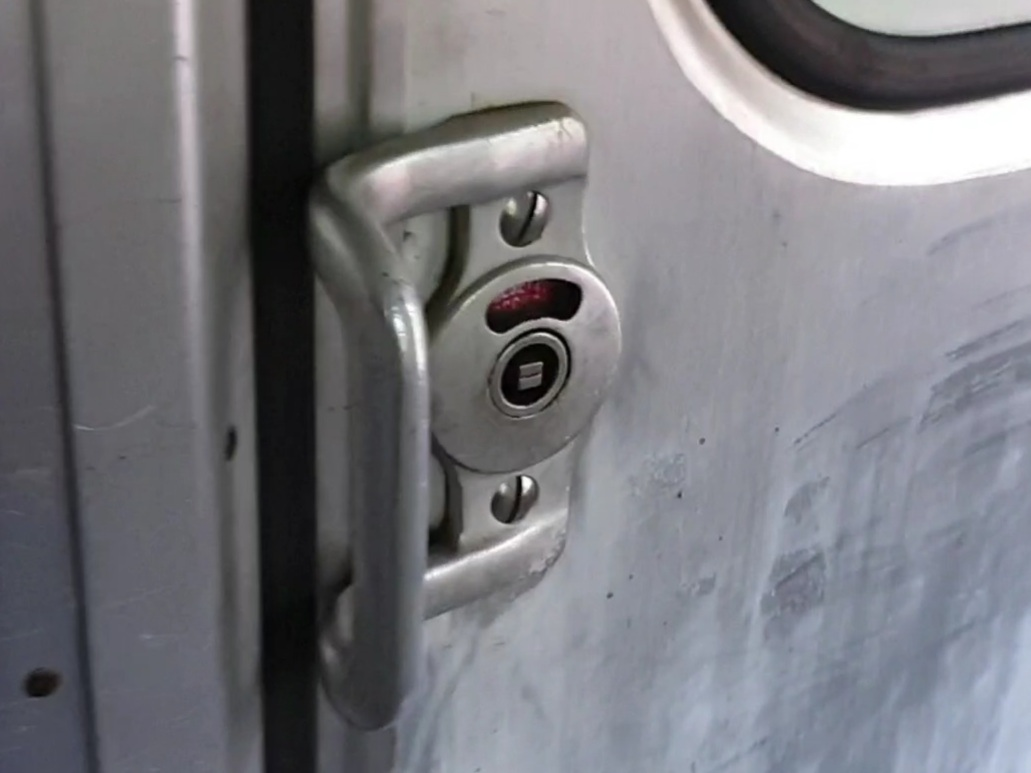
Wc-slot van een oud Zwitsers rijtuig

## Andere soorten vierkantsleutels

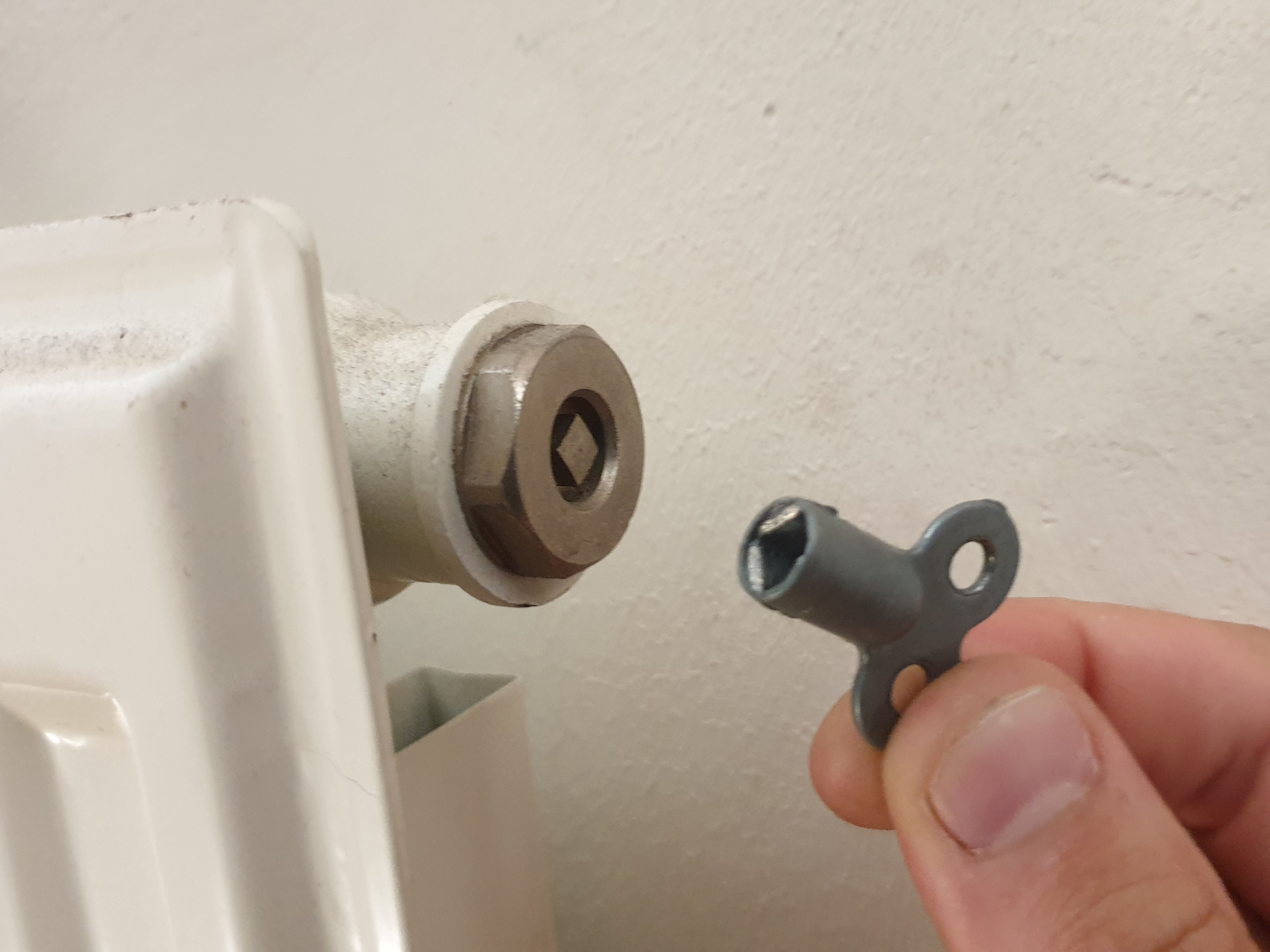
Ontluchtingskraan van een radiator met bijpassende sleutel

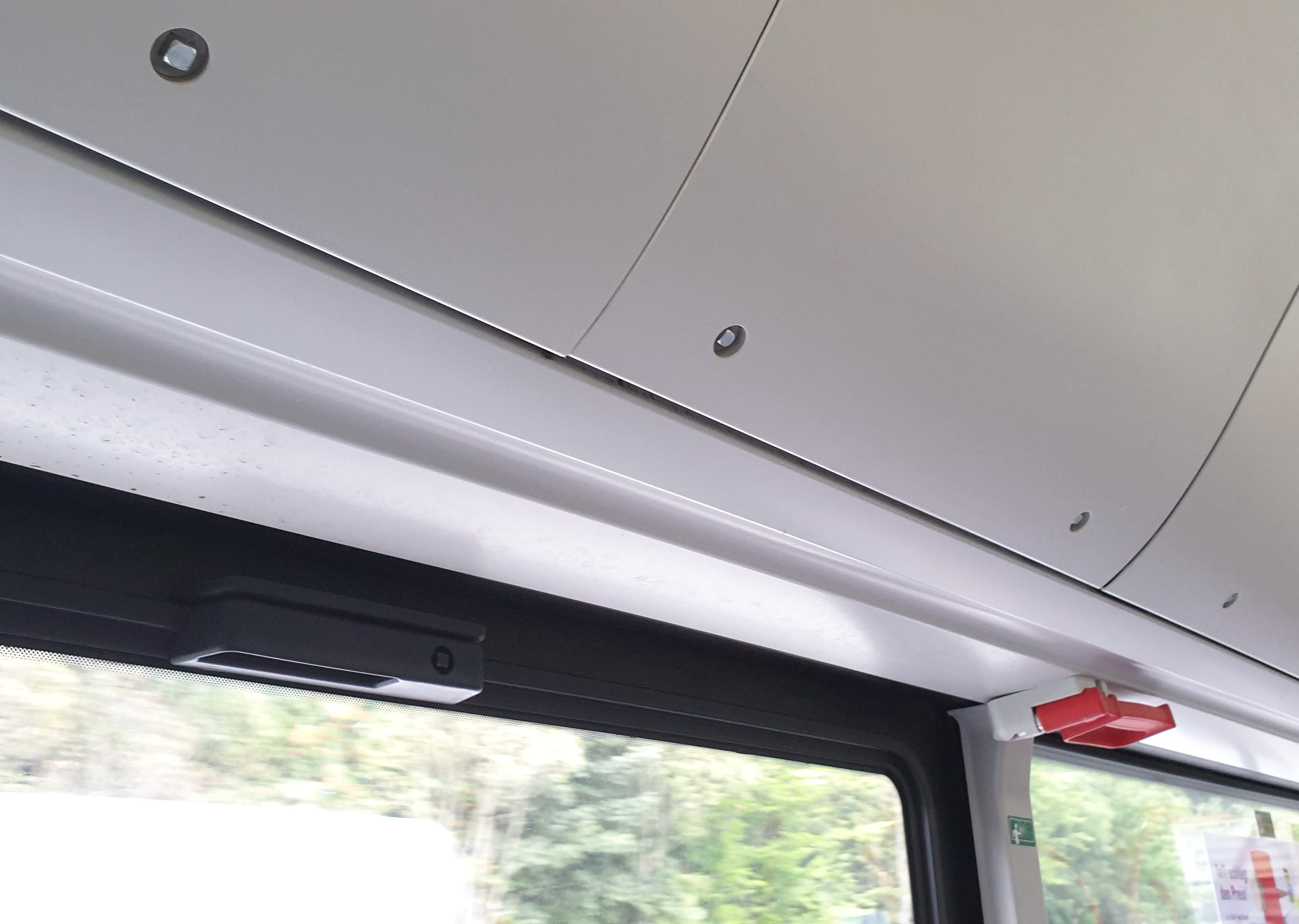
Het interieur van een MAN-bus met vierkantsloten op de plafondplaten en het klapraam

Naast gebruik bij de spoorwegen zijn er nog meer soorten vierkantsleutels met diverse toepassingen:
- Een van de meest voorkomende is de ontluchtingssleutel voor radiatoren (niet te verwarren met een radiatorsleutel). Deze bestaat uit een vrouwelijk vierkant van 5mm.
- Verschillende industriële apparatenkasten zijn voorzien van en hevelslot met een vierkant. De sleutels hiervoor hebben vrouwelijk vierkant van 8mm, dat compatibel is met de spoorwegsloten.
- Bij aanhangers, en vrachtwagens wordt voor verschillende kisten, bakjes en luiken gebruik gemaakt van een zogeheten bakslot. Dit wordt geopend door een sleutel met een mannetje-vierkant, identiek aan die van de spoorwegen.
- Buitenkranen aan openbare gebouwen zijn vaak voorzien van een vierkantslot, bedoeld om te voorkomen dat mensen ongewenst water aftappen. De sleutels hebben een vrouw-vierkant waarvan twee soorten voorkomen; 6mm en 7,5mm. Dit soort kraan is bij steeds meer nieuwbouwhuizen te zien, bovendien zijn de kranen en sleutels bij de meeste bouwmarkten te koop. Hierdoor heeft vrijwel ieder persoon toegang tot deze sleutels, wat afbreuk doet aan de bescherming die het systeem biedt.
- In Amerika heeft men een vergelijkbaar systeem voor water met diverse vrouwelijke vierkantsleutels, variërend van 6 tot 9mm. De sleutels staan daar algemeen bekend als Sillcock key.
- Volkswagen maakt bij zijn oude Transporter-modellen ook gebruik van een mannelijke vierkantsleutel voor het openen van de motorkap en tankdop. Deze sleutel werd ook wel een VW church key genoemd.
- 8mm-vierkantsloten (voor een vrouwelijke sleutel) zijn ook te vinden op verschillende Lagevloerbussen, waaronder de VDL Citea, MAN Lion's City en Mercedes-Benz Citaro. Fabrikant Van Hool maakt gebruikt van de mannelijke variant.